# Якубский, Владимир Александрович
Влади́мир Алекса́ндрович Яку́бский (23 января 1924, село (ныне город) Боярка, Киевский район Киевская область, Украина — 14 декабря 2013, Санкт-Петербург) — советский и российский историк, специалист по истории славянских и балканских стран. Доктор исторических наук, профессор Санкт-Петербургского государственного университета, заслуженный работник высшей школы Российской Федерации (1999).

## Биография
В 1937 году переехал в Ленинград. Участник Великой Отечественной войны, с марта 1943 по апрель 1945 года — в действующей армии, служил в 22-й гвардейской бригаде 3-й гвардейской танковой армии. Воевал на Курской дуге, форсировал Днепр, участвовал в боях на Сандомирском плацдарме, в Силезии. С боями прошёл Польшу и Германию, был ранен, за боевые отличия награждён орденами Ленина, Красной Звезды, Славы III степени, медалью «За отвагу».
Среднюю школу окончил уже после войны, в 1946—1947 гг.
В 1947—1952 годах учился на историческом факультете Ленинградского государственного университета. Среди его преподавателей были профессора-медиевисты О. Л. Вайнштейн, А. Д. Люблинская, Б. Я. Рамм, В. В. Штокмар и др.
После окончания учёбы был зачислен на работу лаборантом кафедры Средних веков ЛГУ. В 1958 году под руководством доцента О. Е. Ивановой защитил кандидатскую диссертацию «Промышленное развитие Краковской земли с конца XV и до конца XVII вв.».
С 1961 году работал на кафедре истории Средних веков СПбГУ (в 1961—1968 — ассистент, 1968—1980 — доцент, в 1980—2002 годах — профессор). В 1970 году присвоено учёное звание доцента.
В 1975 году защитил докторскую диссертацию «Проблемы аграрной истории Польши XVI—XVII вв.». В 1982 году присвоено учёное звание профессора.
С 2002 года — профессор вновь образованной кафедры истории славянских и балканских стран.
За годы работы на историческом факультете В. А. Якубский читал курсы: «История Румынии», «История южных и западных славян», «История средних веков», «Библиография», «История славян», «История Болгарии», «Славянская библиография», «Источниковедение», «Историография», «История Болгарии», «История Чехословакии», вел различные спецкурсы и спецсеминар. В последние годы профессор В. А. Якубский осуществлял научное руководство аспирантами, дипломниками, студентами.
Входил в редколлегию серии «Библиотека средних веков» (Изд-во «Алетейя»). Основные направления научной деятельности: социально-экономическая история Польши и Чехии, историография истории славян.

## Награды
- Орден Ленина (27.06.1945) вручен в 1983 году
- орден Отечественной войны I степени (06.04.1985)
- орден Красной Звезды (09.04.1944)
- Орден Славы 3-й степени (06.03.1943)
- Медали, в том числе:
  - Медаль «За отвагу» (06.10.1943)
  - Медаль Жукова
  - Юбилейная медаль «За доблестный труд. В ознаменование 100-летия со дня рождения Владимира Ильича Ленина»
  - Медаль «За победу над Германией в Великой Отечественной войне 1941—1945 гг.»
  - Юбилейная медаль «Двадцать лет Победы в Великой Отечественной войне 1941—1945 гг.»
  - Юбилейная медаль «Тридцать лет Победы в Великой Отечественной войне 1941—1945 гг.»
  - Юбилейная медаль «Сорок лет Победы в Великой Отечественной войне 1941—1945 гг.»
  - Юбилейная медаль «50 лет Победы в Великой Отечественной войне 1941—1945 гг.»
  - Юбилейная медаль «60 лет Победы в Великой Отечественной войне 1941—1945 гг.»
  - Юбилейная медаль «65 лет Победы в Великой Отечественной войне 1941—1945 гг.»
  - Медаль «В память 300-летия Санкт-Петербурга»
  - Медаль «Ветеран труда»
  - Юбилейная медаль «50 лет Вооружённых Сил СССР»
  - Юбилейная медаль «60 лет Вооружённых Сил СССР»
  - Юбилейная медаль «70 лет Вооружённых Сил СССР»
  - Медаль «В память 250-летия Ленинграда»

### Почётные звания
- Заслуженный работник высшей школы Российской Федерации (1999)
- Знак «Жителю блокадного Ленинграда»

## Основные работы
Автор более 100 научных публикаций, в том числе монографий:
- Проблемы аграрной истории позднесредневековой Польши. Л., 1975.
- Cathedra Medii Aevi: Материалы к истории ленинградской медиевистики 1930—1950-х годов. СПб., 2008 (в соавт. с Г. Е. Лебедевой).

### Статьи
- Изучение истории Византии и Причерноморья в Польской Народной Республике // ВВ. М., 1956. Т. II. С. 302—307 (в соавт. с О. Е. Ивановой).
- Некоторые вопросы истории городского землевладения в Польше XVI—XVII вв. // Ежегодник по аграрной истории Восточной Европы. 1959 г. М., 1961. С. 71-80.
- К вопросу о преподавании истории славян в высшей школе // СС. 1969. № 6. С. 49-53 (в соавт. с С. М. Стецкевичем).
- Республиканские и монархические тенденции в Речи Посполитой накануне её падения // Развитие капитализма и национальное движение в славянских странах. М., 1970. С. 253—271.
- Когда в Польше начался период так называемого первоначального накопления? // Вопросы первоначального накопления капитала и национальные движения в славянских странах. М., 1972. С. 39-50.
- Количественные методы и аграрная история барщинно-крепостнической Польши // Математические методы в исторических исследованиях. М., 1972. С. 216—224.
- К вопросу о методике определения численности городского населения в Польше XVI—XVII вв. // Средневековый город. Саратов, 1974. Вып. 2. С. 192—204.
- Экономические аспекты формирования наций // Формирование наций в Центральной и Юго-Восточной Европе. М., 1981. С. 16-28. (в соавт. с С. М. Стецкевичем).
- Крестьянство Польши и Чехии в XII—XIV вв. // История крестьянства в Европе: Эпоха феодализма. В 3-х томах. М., 1986. Т. 2. С. 185—200 (в соавт. с Л. В. Разумовской).
- Крестьянство Чехии и Польши в XV в. // Там же. С. 382—398.
- Основные проблемы истории крестьянства Центральной, Восточной и Юго-Восточной Европы // Там же. С. 234—247.
- Польское крестьянство в XVI — середине XIX в. // Там же. С. 248—272.
- Сарматизм: функция генетического мифа в дворянской Речи Посполитой // Проблемы социальной истории и культуры средних веков. Л., 1987. С. 169—181.
- Австрия, Чехия, Польша // История Европы. В 8-ми томах. М., 1993. Т. 3. С. 108—114.
- Формирование и развитие феодального общества (до середины XV в.) // Краткая история Польши: С древнейших времен до наших дней. М., 1993. С. 5-39.
- Польша в конце XV и в XVI в. // Там же. С. 40-63.
- Кризис Речи Посполитой // Там же. С. 64-84.
- А. Д. Люблинская и кафедра истории средних веков ЛГУ 1940—1950-х гг. // Проблемы социальной истории и культуры средних веков и раннего нового времени. СПб., 2003. Вып. 4. С. 9-26 (в соавт. с Г. Е. Лебедевой).
- Польский вопрос в русской историографии и публицистике первой трети XIX в. // Albo dies notanda lapillo: Коллеги и ученики — Г. Е. Лебедевой. СПб., 2005. С. 173—193 (в соавт. с Л. М. Аржаковой).
- К спорам о феодализме // Вестник СПбГУ. 2006. Серия 2: История. Вып.2. С. 101—106 (в соавт. с Г. Е. Лебедевой).
- К вопросу об освещении в польских учебниках польско-российских взаимоотношений XIX-XX веков // 2008 (Wrocławsko-Petersburskie spotkania historyczne. Nr. 1). S. 43-56 (в соавт. с Л. М. Аржаковой).
- К вопросу об освещении событий сентября 1939 г. в учебной и научной литературе // Stud. Slav. Balc. Petrop. SSBP. 2009. № 1—2. (в соавт. с Л. М. Аржаковой)
- К 10-летию кафедры истории славянских и балканских стран исторического факультета СПбГУ Архивная копия от 4 марта 2016 на Wayback Machine // Stud. Slav. Balc. Petrop. SSBP. 2011. № 2.